# فيغيراس
بلدية فيغيراس (بالإسبانية: Figueras) هي بلدية تقع في مقاطعة جرندة التابعة لمنطقة كتالونيا شمال شرق إسبانيا.

## الديموغرافيا
بلغ عدد سكان بلدية فيغيراس 44.765 نسمة عام 2011 (وفقاً للمعهد الوطني الإسباني للإحصاء).
| 33.157 | 33.823 | 35.174 | 38.884 | 41.115 | 43.330 | 44.765 |

## توأمة
لفيغيراس اتفاقيات توأمة مع كل من:
- ماريجنان
- بيربينيا
- سانت بيترسبرغ
- عين البيضاء
- كرايوفا
- ألكالا لا ريال

## أعلام
- إميليو بينفيلي ألفاريز
- كيليان غرانت
- آيتور إمبيلا
- كارليس كوتو
- ريجنالد مايلز
- سلفادور دالي
- ماريانو ألفاريز دي كاسترو